# Brelaarschans
De Brelaarschans was een schans in de Belgische gemeente Houthalen-Helchteren, dicht bij de grens met de gemeente Zonhoven.
De schans behoorde vroeger tot het gerechtsgebied van Houthalen, maar was bestemd voor de inwoners van het Zonhovense gehucht Berkenen. De grachten van deze schans werden van water voorzien door de Laambeek en de Winterbeek. Verder was er de Schansvijver en lag het geheel in een moerassig gebied.
De schans werd, met toestemming van de heer van Vogelsanck, opgericht in 1601. Elke inwoner van Berkenen kreeg er een plaats toegewezen, maar de helft van de schans werd toegewezen aan inwoners van Houthalen en enkele naburige gehuchten Brelaar en Tenhaagdoorn. Reeds in 1601 was er sprake van een huysinghe op die schans gelegen, genaemt die brele schans.
Naar verluidt deed de schans nog dienst op 6 augustus 1831 toen, tijdens de Tiendaagse Veldtocht, de Hollanders en Belgen elkaar bestookten met dikke kanonballen, waarop de bevolking van de omliggende gehuchten zich in paniek op de schans in veiligheid probeerde te brengen, zodat deze proppensvol zat.
De schans bestaat tegenwoordig niet meer. Het perceel is echter nog herkenbaar. Ook de namen Schansveldstraat en Breilaarschansweg in Zonhoven en Schansbeemdenweg en Brelaarschansweg in Houthalen herinneren nog aan deze schans. Bij grondwerkzaamheden op het perceel zijn nog bakstenen van het schanshuis en restanten van een pad gevonden.